# Mensur Mujdža
Mensur Mujdža (født 28. marts 1984 i Zagreb, Jugoslavien) er en bosnisk/kroatisk tidligere fodboldspiller (højre back). Han spillede for henholdsvis NK Zagreb i hjemlandet og for SC Freiburg i den tyske Bundesliga.
Mujdža startede sin karriere hos NK Zagreb i den kroatiske liga. I 2009 rejste han til Tyskland, hvor han skrev kontrakt med SC Freiburg.

## Landshold
Mujdža, der er både kroatisk og bosnisk statsborger, spillede for Bosnien-Hercegovinas landshold. Han nåede 37 kampe for holdet, som han debuterede for 10. august 2010 i en venskabskamp mod Qatar. Han var en del af den bosniske trup til VM i 2014 i Brasilien.